# Luke Mulholland
Luke Mulholland (Preston, 7 de agosto de 1988) es un exfutbolista inglés.

## Trayectoria

### Inicios
Mulholland jugó como juvenil en el amateur Lancaster City en Inglaterra. Fue parte del primer equipo del club que atravesaba por una crisis económica. En 2007 entró a la Universidad de Wingate en Estados Unidos, y jugó al soccer universitario para los Wingate Bulldogs entre 2007 y 2010.
Durante su etapa de universitario, el inglés jugó para el Reading United de la USL PDL entre 2009 y 2010.

### Profesional
Mulholland firmó su primer contrato profesional en abril de 2011 con el Wilmington Hammerheads de la USL Pro. Debutó, y anotó su primer gol, el 7 de abril en la victoria por 1:0 sobre el Rochester Rhinos. Fue un jugador regular en su primera temporada como profesional, y fue nombrado Jugador Joven del año de la USL y formó parte del once ideal 2011 (2011 Best XI) de la USL,
A mediados de la temporada 2011, el 6 de septiembre de 2011, el centrocampista fichó por el NSC Minnesota Stars de la North American Soccer League, entonces segunda división estadounidense. El club ganó el campeonato de la NASL ese año, y Mulholland anotó el gol ganador en la primera final ante el Fort Lauderdale Strikers, además de ser nombrado el mejor jugador de la final.
El 24 de enero de 2012 fichó por el Tampa Bay Rowdies de la NASL. El inglés registró una buena segunda campaña consecutiva, anotó el gol de la victoria en las semifinales al Carolina RailHawks, y junto a su equipo derrotaron al Minnesota Stars en la final por 3:2 en la tanda de penaltis.
En 2014 llegó a la Major League Soccer y fichó por el Real Salt Lake. Se afianzó en el primer equipo en sus primeros cuatro años, sin embargo una lesión en 2018 bajó su protagonismo en el club. El 14 de febrero de 2020 el club renovó su contrato, el inglés para ese entonces ya tenía más de 100 encuentros disputados con el Salt Lake y además formó parte del plantel del equipo reserva, los Real Monarchs, que obtuvieron el campeonato de la USL 2019.

## Estadísticas
Actualizado al último partido disputado el 8 de marzo de 2020.
| Reading United Estados Unidos                                                                          |               |               |     |    |    |   |   |     |     |    |
| 4.ª | 2010          | 0             | 0   | 1  | 0  | - | - | 1   | 0   |    |
| Total club                                                                                             | Total club    | 0             | 0   | 1  | 0  | 0 | 0 | 1   | 0   |    |
| Wilmington Hammerheads Estados Unidos                                                                  |               |               |     |    |    |   |   |     |     |    |
| 3.ª | 2011          | 23            | 9   | 1  | 2  | - | - | 24  | 11  |    |
| Total club                                                                                             | Total club    | 23            | 9   | 1  | 2  | 0 | 0 | 24  | 11  |    |
| NSC Minnesota Stars Estados Unidos                                                                     |               |               |     |    |    |   |   |     |     |    |
| 2.ª | 2011          | 9             | 2   | -  | -  | - | - | 9   | 2   |    |
| Total club                                                                                             | Total club    | 9             | 2   | 0  | 0  | 0 | 0 | 9   | 2   |    |
| Tampa Bay Rowdies Estados Unidos                                                                       |               |               |     |    |    |   |   |     |     |    |
| 2.ª | 2012          | 30            | 6   | 1  | 0  | - | - | 31  | 6   |    |
| 2.ª | 2013          | 25            | 11  | 2  | 0  | - | - | 27  | 11  |    |
| Total club                                                                                             | Total club    | 55            | 17  | 3  | 0  | 0 | 0 | 58  | 17  |    |
| Real Salt Lake Estados Unidos                                                                          |               |               |     |    |    |   |   |     |     |    |
| 1.ª | 2014          | 33            | 6   | 1  | 0  | - | - | 34  | 6   |    |
| 1.ª | 2015          | 29            | 3   | 3  | 0  | 4 | 0 | 36  | 3   |    |
| 1.ª | 2016          | 34            | 4   | 2  | 0  | - | - | 36  | 4   |    |
| 1.ª | 2017          | 27            | 3   | 0  | 0  | - | - | 27  | 3   |    |
| 1.ª | 2018          | 4             | 0   | -  | -  | - | - | 4   | 0   |    |
| 1.ª | 2019          | 1             | 0   | 1  | 0  | - | - | 2   | 0   |    |
| 1.ª | 2020          | 0             | 0   | -  | -  | 0 | 0 | 0   | 0   |    |
| Total club                                                                                             | Total club    | 128           | 16  | 7  | 0  | 4 | 0 | 139 | 16  |    |
| Real Monarchs Estados Unidos                                                                           |               |               |     |    |    |   |   |     |     |    |
| 2.ª | 2014          | 2             | 0   | -  | -  | - | - | 2   | 0   |    |
| 2.ª | 2016          | 1             | 0   | -  | -  | - | - | 1   | 0   |    |
| 2.ª | 2018          | 1             | 0   | -  | -  | - | - | 1   | 0   |    |
| 2.ª | 2019          | 12            | 1   | -  | -  | - | - | 12  | 1   |    |
| 2.ª | 2020          | 1             | 0   | -  | -  | - | - | 1   | 0   |    |
| Total club                                                                                             | Total club    | 17            | 1   | 0  | 0  | 0 | 0 | 17  | 1   |    |
| Total carrera                                                                                          | Total carrera | Total carrera | 232 | 45 | 12 | 5 | 4 | 0   | 248 | 50 |
| (1) Incluye datos de la US Open Cup (2) Incluye datos de la Liga de Campeones de la Concacaf (2015-16) |               |               |     |    |    |   |   |     |     |    |

## Vida personal
En diciembre de 2014, Mulholland recibió su Green Card.

## Palmarés

### Títulos nacionales
| Título           | Club                | País           | Año  |
| ---------------- | ------------------- | -------------- | ---- |
| NASL             | NSC Minnesota Stars | Estados Unidos | 2011 |
| NASL             | Tampa Bay Rowdies   | Estados Unidos | 2012 |
| USL Championship | Real Monarchs       | Estados Unidos | 2019 |

### Distinciones individuales
| Distinción                   | Año  |
| ---------------------------- | ---- |
| Novato del año de la USL Pro | 2011 |
| 2011 Best Xi - USL Pro       | 2011 |
| Socer Bowl MVP - USL Pro     | 2011 |
| NASL Best XI                 | 2012 |
| NASL Best XI                 | 2013 |